# Jan Partiš
Jan Partiš (* 12. ledna 1948 Švihov) je český výtvarník, sochař a štukatér a zasloužilý pracovník barrandovských filmových ateliérů. 

## Životopis
Narodil ve Švihově u Klatov. Vystudoval Střední průmyslovou školu keramickou v Karlových Varech. Poté začal pracovat jako modelář porcelánu v porcelánce v Březové. Po sedmi měsících nastoupil jako štukatér ve filmových ateliérech Barrandov, kde působí i v současnosti. Vytváří rekvizity pro film, divadlo či televizi. Ve své volné tvorbě se věnuje vytváření drobných plastik, malbě a ilustraci. Nestraní se experimentům, zpracoval např. sérii autorsky pojednaných šatních ramínek nebo výrobě loutek. Svá díla signuje jako OFRA (O=originalita, F=fantazie, R=rarita, A=animalita). 
Svou prací se podílel na stovkách filmových titulů mezi nimiž jsou např. Amadeus (1984) Miloše Formana nebo Oliver Twist (2005) Romana Polanského. Jako zasloužilý pracovník filmového studia často vystupuje v rozhovorech a dokumentech o práci u filmu a historii barrandovských studií. Japonská televize WOWOW プライム si jej vybrala jako ústřední postavu svého dokumentu o filmovém studiu Barrandov 東欧のハリウッド (Tó no Hariuddo, překlad: Hollywood východní Evropy) z roku 2012.

## Výstavy
- 2003 – Jan Partiš: Pod vlivem Afriky, Rabasova galerie Rakovník
- 2013 – Jan Partiš: Sochy, Rabasova galerie Rakovník[3][6]
- 2018 – Práce pro film, Rabasova galerie Rakovník[7]